# Mantas Kvedaravičius
Mantas Kvedaravičius (ur. 23 czerwca 1976 w Birżach, zm. 30 marca 2022 w Mariupolu) – litewski reżyser, operator i producent filmowy, antropolog i wykładowca akademicki. Ukończył historię na Uniwersytecie Wileńskim i zrobił doktorat z antropologii społeczno-kulturalnej na Uniwersytecie w Cambridge.
Autor nagradzanych filmów dokumentalnych o Czeczenii (Barzakh. Pomiędzy światami, 2011), Grecji (Partenon, 2019) i Ukrainie (Mariupol, 2016). Reżyser zginął podczas oblężenia Mariupola, kręcąc materiał do kolejnego filmu, dokończonego już pośmiertnie przez jego ukraińską narzeczoną, Hannę Bilobrovą. Mariupol 2 (2022) zdobył m.in. główną nagrodę Złotego Oka dla najlepszego filmu dokumentalnego na 75. MFF w Cannes oraz Europejską Nagrodę Filmową.